# Akasha (película)
Akasha, estilizado como aKasha, es una película de comedia sudanesa de 2018 escrita y dirigida por Hajooj Kuka sobre un soldado de Sudán atrapado entre el amor por su novia y su AK-47. Kuka dirigió anteriormente varios documentales, siendo esta su primera película narrativa. Se estrenó en el Festival de Cine de Venecia el 31 de agosto de 2018.

## Sinopsis
Adnan se ha ganado un tiempo libre de su deber como soldado revolucionario por derribar un avión de combate MiG, y ahora profesa su amor por el AK-47 responsable del disparo, nombrando Nancy. Su novia Lina no está contenta con este otro amor, así que lo echa. Durante las próximas 24 horas, su comandante intenta reunir a todos los desertores, y Adnan inventa una serie de planes para recuperar a Nancy, que dejó accidentalmente en la casa de Lina. En el camino lo ayuda otro desertor, Absi, que cree en el pacifismo.

## Elenco
- Kamal Ramadan como Adnan
- Ekram Marcus como Lina
- Mohamed Chakado como Absi
- Abdallah Alnur como Blues

## Producción
El director conoció a dos de los actores principales, Mohamed Chakado y Kamal Ramadan, mientras enseñaba teatro en un centro juvenil local, y decidió incluirlos en la película. Eligió a Ekram Marcus para interpretar a Lina porque es muy similar al personaje: eligió seguir una educación en lugar de casarse.

## Lanzamiento
Se estrenó en el Festival de Cine de Venecia el 31 de agosto de 2018 y se proyectó en el Festival Internacional de Cine de Toronto. Dos de los actores, Kamal Ramadan y Mohamed Chakado, no pudieron asistir a los festivales porque Uganda se negó a permitir su partida mientras esperaban sus documentos de estatus de refugiado. También se proyectó en el festival Africa in Motion en Edimburgo.

## Recepción
aKasha recibió críticas mixtas. Alvise Mainardi de Non Solo Cinema escribió: "aunque el bajo presupuesto es evidente, es difícil no gustarle". Martina Barone, de Cinematographe la reseñó así: "si bien las actuaciones a menudo reducen la calidad de la película, este debut muestra que el director tiene talento para la realización de películas".